# Związek Narodu Polskiego (1839)
Związek Narodu Polskiego rzadziej  Związek Narodowy Polski – tajna lewicowa organizacja niepodległościowa w Królestwie Kongresowym, założona w Warszawie w 1839 roku przez Wincentego Mazurkiewicza emisariusza Towarzystwa Demokratycznego Polskiego.
Formalnie związany z TDP, zachował dużą samodzielność, znaczną rolę pełnili w nim działacze lewicowi, wyznający socjalizm utopijny - Edward Dembowski i Henryk Kamieński. Dążyli oni do szybkiego wybuchu ogólnonarodowego powstania, połączonego z rewolucją społeczną, której celem było wyzwolenie ludu. Kamieński liczył też na zrewolucjonizowanie ludu rosyjskiego, co miało wywołać międzynarodowy zryw ludowy przeciwko caratowi.
ZNP połączył kilka wcześniej założonych organizacji konspiracyjnych. Działał przede wszystkim w miastach, w szczególności w Warszawie i Lublinie skupiając głównie inteligencję i rzemieślników. Ze względu na przywiązywanie dużej wagi do sprawy chłopskiej, z organizacją współpracował Piotr Ściegienny.
Związek został zdekonspirowany i rozbity przez rosyjską policję w roku 1843, jednak w szczątkowej formie przetrwał do 1850 roku.